# Wenzel Krisch
Wenzel Krisch eigentlich Johann Wenzl Kri(e)sch (* um 1714; † 1803 in Frühbuß), war ein böhmischer Berg- und Gerichtsschreiber, Stadtrichter, Kämmerer, Schullehrer, Kantor und Mesner von Frühbuß. Er leitete 1779 den Kirchenneubau von Frühbuß.

## Leben
Kirsch wirkte über viele Jahre von 1735 bis zu seinem Tode 1803 als Schullehrer in Frühbuß. Zudem bekleidete er das Amt des örtlichen Kantors und Mesners sowie die des Berg- und Gerichtsschreibers. Mindestens im Jahre 1782 hatte er auch das Amt des Richters und Kämmerers übernommen. Auf die Initiative des Kaisers Joseph II., der am 17. Juni 1766 im örtlichen Pfarrhause nächtigte und befand das die alte Kirche von Frühbuß baufällig war, wurde 1779 der Grundstein zum Bau einer neuen Kirche gelegt. Dabei stellte Kirsch, dem von der Obrigkeit die Bauaufsicht übertragen wurde, für den neuen Standort der Kirche einen Teil seines eigenen Gartengrundstücks zur Verfügung. Er starb im Jahre 1803 im hohen Alter von 89 Jahren. In seinem Sterbebucheintrag ist zu lesen: kriesch Wenzel kantor Bergschreiber, und gerichtsschreiber nach deren 68 Jahre dem Schuldienst mit Ruhme vorgestanden. Sein Sohn gleichen Namens, der 3 ½ Jahre Kaplan in Neurohlau war, ruht in der Kirche. Auf seiner granitsteinernen Grabplatte stehen die Initialen „W.K.C.“ sowie die Jahreszahl 1779. Er starb etwa zur gleichen Zeit als der Bau der Kirche begonnen wurde.

## Familie
Kirsch vermählte sich in erster Ehe 1741 mit Maria Francisca Richter, der Tochter des Stadtrichters Anton Richter und in zweiter Ehe 1782 mit Catharina Götzl, der Tochter des Bürgers Franz Götzl aus Elbogen. Aus den Ehen gingen folgende Kinder hervor: 
- Maria Theresia (* 1742 in Frühbuß); ⚭ 1763 Henricus Funck
- Maria Anna (* 1743 Frühbuß); ⚭ 1764 Antonius Baumgartl
- Anna Catharina (* 1745 Frühbuß)
- Joannes Wenceslaus (* 1747 Frühbuß; † 1779)
- Maria Anna (* 1750 Frühbuß)
- Joannes Josephus (* 1752 Frühbuß)
- Anna Elisabetha (* 1754 Frühbuß); ⚭ 1778 Carolus Baumgartl
- Maria francisca (* 1756 Frühbuß); ⚭ 1782 Franciscus Richter
- Josephus Antonius (* 1758 Frühbuß)
- Maria Josepha (* 1761 Frühbuß)
- Maria Anna (* 1783 in Frühbuß)